# Vakula el herrero
Vakula el Herrero (en ruso: Кузнец Вакула, Kuznéts Vakula), op. 14) es una ópera en tres actos, 8 escenas, con música de Piotr Ilich Chaikovski y libreto en ruso de Yákov Polonski, basado en el cuento La Nochebuena (Ночь перед Рождеством, Noch péred Rozhdestvóm), extraído de Veladas en un caserío de Dikanka de Nikolái Gógol. 

## Historia
El libreto fue escrito por Yákov Polonski para el compositor Aleksandr Serov, quien murió en 1871 dejando sólo fragmentos de una ópera sobre el tema. Chaikovski compuso la ópera entre junio y el 21 de agosto de 1874; fue comenzada durante unas vacaciones en Nizy (entonces en la gobernación de Járkov, hoy en la óblast de Sumy) y terminada en  Úsovo (gobernación de Tambov, hoy óblast del mismo nombre). La obra la dedicó a la memoria de la Gran duquesa Elena Pávlovna. Cuando Chaikovski, anónimamente, sometió la partitura a un concurso bajo el lema "Ars longa, vita brevis" ("El arte es eterno, la vida breve"), ganó, y el compositor recibió 1.500 rublos. 
El estreno se produjo en San Petersburgo, el 6 de diciembre [Antigua datación, 24 de noviembre] de 1876 en el Teatro Mariinski, dirigida por Eduard Nápravník con puesta en escena de Guennadi Kondrátiev, Mijaíl Bocharov y Matvéi Shishkov. La ópera se representó 18 veces a lo largo de varias temporadas del Mariinski, pero Chaikovski no permitió que se representara en otros teatros.
Insatisfecho con la ópera, Chaikovski la revisó como Cherevichki ("Zapatillas") en 1885. En las estadísticas de Operabase no aparece entre las óperas representadas en el período 2005-2010.

## Personajes
| Personaje | Tesitura     | Reparto del estreno, San Petersburgo 6 de diciembre [Antigua datación, 24 de noviembre] 1876 Director: Eduard Nápravník) |
| --- | ------------ | --- |
| Vakula, un herrero | tenor        | Fiódor Komissarzhevski                                                                                                   |
| Soloja, madre de Vakula, una bruja | mezzosoprano | Anna Bichurina |
| Un demonio del Infierno, un personaje fantástico | bajo         | Iván Melnikov |
| Chub, un viejo cosaco | bajo         | I. Matchinski |
| Oxana, hija de Chub | soprano      | Wilhelmina Raab |
| Pan Golova | bajo         | Osip Petrov |
| Panás, amigo de Chub | tenor        | V. Vasiliev |
| Maestro de escuela | tenor        | N. von Derviz |
| Su Alteza | bajo         | Fiódor Stravinski |
| Maestro de ceremonias | bajo         | |
| Ayudante | tenor        | Pavel Dyuzhikov |
| Viejo cosaco | bajo         | |
| Duende del bosque | bajo         | |
| Coro, papeles mudos: Chicos y chicas, ancianos, tocadores de gusli, rusalki, espíritus del bosque, el eco, damas de la corte, caballeros, cosacos zaporogos |              | |